# بلازما سورد: نايتمير أف بيلستن
بلازما سورد: نايتمير أف بيلستن (بالإنجليزية: Plasma Sword: Nightmare of Bilstein)‏، هي لعبة فيديو يابانية من نوع قتال، وهي من تطوير ونشر شركة كابكوم، صدرت اللعبة في الأسواق سنة 1998، وتعمل على منصتي صندوق ألعاب الصالات ودريم كاست.